# アラン・ペッテション
グスタフ・アラン・ペッテション（またはペッタション）（Gustav Allan Pettersson, 1911年9月19日 - 1980年6月20日）は、スウェーデン出身の交響曲作曲家。17の交響曲のほか、いくつかの協奏曲や小品を残す。 
暴力的でアルコール依存症な父と、病弱な母とともに4人兄弟の末子として幼年期を過ごす。1930年からはストックホルム王立音楽院でヴァイオリンとヴィオラを学び、1939年にジェニー・リンド奨学金を受賞しパリへ留学する。モーリス・ヴューにヴィオラを師事し、後にストックホルム・フィルにヴィオラ奏者として入団。
1950年にパリへ二度目の留学をし、ルネ・レイボウィッツから十二音技法の訓練を受け、オネゲルやミヨーと親交を結ぶ。また、ペッテションのノートにはメシアンとの交流の痕跡もある。1953年のスウェーデンへの帰国後は作曲家として活動するが関節炎を患い、後にはペンももてないほどになる。
新ロマン主義の預言者として1970年代以後注目が集まったが、1980年に癌のため死去。CPOからのリリースで国際的に注目を集めた。
　

## 作品

### 交響曲
- 第1番　（1951）※補完版が存在。
- 第2番　（1952-53）
- 第3番　（1954-55）
- 第4番　（1958-59）
- 第5番　（1960-62）
- 第6番　（1963-66）
- 第7番　（1966-67）
- 第8番　（1968-69）
- 第9番　（1970）
- 第10番 （1972）
- 第11番 （1973）
- 第12番「広場の死者」 （1974）　合唱付き
- 第13番 （1976）
- 第14番 （1978）
- 第15番 （1978）
- 第16番 （1979）　アルト・サクソフォン独奏付き
- 第17番 （1980）※未完

### 管弦楽曲等
- 弦楽のための協奏曲第1番　（1949-50）　弦楽合奏
- 弦楽のための協奏曲第2番　（1956）　弦楽合奏
- 弦楽のための協奏曲第3番　（1956-57）　弦楽合奏
- 交響的断章　（1973）　管弦楽
- カンタータ「人類の声」　（1974）　弦楽合奏、独唱×4、合唱
- ヴァイオリン協奏曲第2番　（1977-78）　ヴァイオリン、管弦楽
- ヴィオラ協奏曲　（1979）　ヴィオラ、管弦楽

### 室内楽曲、器楽曲
- 2つのエレジー　（1934）　ヴァイオリン、ピアノ
- 幻想曲　（1936）　ヴィオラ
- 4つの即興曲　（1936）　ヴァイオリン、ヴィオラ、チェロ
- アンダンテ・エクスプレッシーヴォ　（1938）　ヴァイオリン、ピアノ
- ロマンス　（1942）　ヴァイオリン、ピアノ
- 嘆き　（1945）　ピアノ
- フーガ　ホ長調　（1948）　オーボエ、クラリネット、ファゴット
- ヴァイオリン協奏曲第1番　（1949）　ヴァイオリン、弦楽四重奏
- 2台のヴァイオリンのための7つのソナタ　（1951）　ヴァイオリン×2

### 歌曲
- 6つの歌　（1935）
- 24の裸足の歌　（1943-45）